# Umpqua River Bridge
L'Umpqua River Bridge est un pont américain dans le comté de Douglas, en Oregon. Ce pont routier permet le franchissement de l'Umpqua par l'U.S. Route 101 à Reedsport. Ouvert à la circulation en 1936, il est inscrit au Registre national des lieux historiques depuis le 5 août 2005.